# John Howard, 1. hertug af Norfolk
John Howard, 1. hertug af Norfolk KG (ca. 1425 – 22. august 1485), var en engelsk adelsmand, soldat, politiker og den første Duke of Norfolk af Howard-familien. Han var en nær ven og loyal tilhænger af kong Richard 3., i kamp for hvem han blev dræbt i Slaget ved Bosworth i 1485.

## Familie
John Howard, født omkring 1425, var søn af Sir Robert Howard af Tendring (1398-1436) og Margaret Mowbray (1391-1459), ældste datter af Thomas Mowbray, 1. hertug af Norfolk (af den første oprettelse) (1366-1399) og Elizabeth FitzAlan (1366–1425). Hans bedsteforældre på faderens side var Sir John Howard af Wiggenhall, Norfolk, og Alice Tendring, datter af Sir William Tendring.
Howard var en efterkommer af den engelske kongefamilie gennem begge sider af sin familie. På sin fars side nedstammede Howard fra Richard, 1. jarl af Cornwall, den anden søn af kong Johan, som havde en uægte søn ved navn Richard (død 1296), hvis datter, Johanne af Cornwall, giftede sig med Sir John Howard (d. kort før 23. juli 1331). På sin mors side nedstammede Howard fra Thomas af Brotherton, 1. jarl af Norfolk, den ældste søn af Edvard 1. af England og hans anden hustru, Margrete af Frankrig, og fra Edvard 1.'s yngre bror, Edmund Krogryg.

## Karriere
Howard efterfulgte sin far i 1436. I sin ungdom opholdt han sig i sin fætter John Mowbray, hertug af Norfolks husstanden, og han blev trukket ind i Norfolks konflikter med William de la Pole, hertug af Suffolk. I 1453 var han involveret i en retssag med Suffolks hustru, Alice Chaucer. Han var blevet valgt til parlamentet i 1449, og i løbet af 1450'erne holdt han flere lokale embeder. Han siges at have været sammen med Lord Lisle på hans felttog til Guyenne i 1452, som endte med nederlag i Castillon den 17. juli 1453. Han modtog en officiel kommission fra kongen den 10. december 1455 og var også blevet brugt af Henrik til at fremme venskab mellem Lord Moleyns (hans svigerfar) og en John Clopton.
Han var en trofast tilhænger af Huset York under Rosekrigene og blev slået til ridder af kong Edvard 4. i Slaget ved Towton den 29. marts 1461. Samme år blev han udnævnt til konstabel for borgene i Norwich og Colchester og blev en del af kongens husstand, "begyndelsen på hans tjeneste for Huset York, som skulle vare resten af hans liv."
I 1461 var Howard High Sheriff i Norfolk og Suffolk, og i årene 1462-64 deltog han i militære felttog mod Lancaster-oprørere. I 1467 fungerede han som stedfortræder i Norfolk som Earl Marshal ved "den mest prægtige turnering i den tid, hvor Antoine, greve af La Roche, bastarden af Burgund, kæmpede mod dronningens bror, Lord Scales. Samme år var han en af tre ambassadører sendt til Burgund for at arrangere ægteskabet mellem kongens søster, Margrete af York, og Karl, hertug af Burgund. Omkring dette tidspunkt blev han medlem af kongens råd, og i 1468 var han blandt dem, der eskorterede Margrete til Burgund til hendes bryllup. I løbet af 1460'erne var Howard blevet involveret i St John's Abbey i Colchesters interne politik, hvis protektor han var.  Han blandede sig i klostrets valg af abbed efter abbed Ardeleys død i 1464 og hjalp den York-støtten John Canon med at vinde valget. Howard ser igen ud til at have blandet sig til støtte for valget af abbed Stansteds efter Canons død i 1464.
Howards opstigen i kongens husstand fortsatte. I 1467 blev han kongens personlige væbner og i september 1468 udnævnt til skatmester for kongens husstand, et embede som han kun holdt i to år, indtil Edvard mistede tronen i 1470.
Ifølge Crawford var Howard en velhavende mand i 1470, og da Edvard 4.'s første regeringstid endte, drog han i eksil på kontinentet. I området omkring Stoke ved Nayland kontrollerede Howard omkring seksten herregårde, hvoraf syv havde kongen givet ham i 1462. Efter 1463 købte han et antal andre herregårde, herunder seks, der var blevet frataget John de Vere, 12. jarl af Oxford, sønnen af hans kusine, Elizabeth Howard.
Howard blev indkaldt til parlamentet fra den 15. oktober 1470 med en skrivelse rettet til Iohanni Howard de Howard Militi og Iohanni Howard Chivaler, hvorved han anses for at være blevet Lord Howard. Den 24. april 1472 blev han slået til rider af Hosebåndsordenen. I 1475 fulgte han Edvard på hans felttog til Frankrig.
I april 1483 bar han den kongelige fane ved kong Edvard 4.'s begravelse. Han støttede Richard 3.'s tronbestigelse og blev udnævnt til Lord High Steward. Han bar kronen foran Richard ved hans kroning, mens hans ældste søn, jarlen af Surrey, bar statssværdet. Den 28. juni 1483 blev han ophøket til hertug af Norfolk, den tredje oprettelse, den første oprettelse var uddød ved John Mowbray, 4. hertug af Norfolks død i 1476, og den anden oprettelse var blevet erklæret for ugyldig i forbindelse med Richards erklæring den 25. juni 1483, om at Edvard 4.'s anden søn Richard af York var illegitim. Dette efterlod John Howard som arving til hertugdømmet, og hans alliance med Richard sikrede ham titlen. Han blev også udnævnt til Earl Marshal og Lord Admiral af hele England, Irland og Aquitanien.
Hertugens hovedsæde var i Stoke-by-Nayland (og senere påFramlingham Castle) i Suffolk. Men efter sit andet ægteskab boede han ofte på Ockwells Manor på Cox Green i Bray, da det på ekvemt visvar tæt på den kongeresidensen Windsor Castle.

## Ægteskaber og afkom
Inden den 29. september 1442 giftede han sig med Catherine (død 3. november 1465), datter af Sir William Moleyns (7. januar 1378 – 8. juni 1425) af Stoke Poges i Buckinghamshire og hans hustru Margery (død 26. marts 1439).
Med Catherine Moleyns fik han to sønner og fire døtre:
- Thomas Howard, 2. hertug af Norfolk, jarl af Surrey (1443 – 21. maj 1524), der først giftede sig den 30. april 1472 som hendes anden mand med Elizabeth Tilney, som fødte ham ti børn, herunder Thomas Howard, 3. hertug af Norfolk, og Elizabeth Howard, hustru til Sir Thomas Boleyn, 1. jarl af Wiltshire. Han giftede sig for anden gang i 1497 med Agnes Tilney, som han fik elleve børn med.
- Nicholas Howard (død ca. 1468).
- Isabel eller Elizabeth Howard, der blev gift med Robert Mortimer (død 1485)[9] af Landmere i Thorpe-le-Soken, dræbt i Bosworth, som hun fødte datteren Elizabeth, som blev gift med George Guildford, yngre søn af Sir Richard Guildford.[10][2][11]
- Anne Howard (1446–1474), som giftede sig med Sir Edmund Gorges (død 1512) af Wraxall, med hvem hun fik afkom, herunder Thomas Gorges.
- Jane Howard (1450 – 15. august 1508), der i 1481 giftede sig med Sir John Timperley af Hintlesham, Suffolk, ingen børn.
- Margaret Howard (1445-1484), som giftede sig med Sir John Wyndham af Crownthorpe og Felbrigg, Norfolk, som hun fødte børn.

Howard giftede sig for anden gang inden den 22. januar 1467 med Margaret (1436–1494), datter af Sir John Chedworth og hans hustru, Margaret Bowett, og enke, først efter Nicholas Wyfold (1420-1456), Lord Mayor af London og anden gang efter Sir John Norreys (1400 – 1. september 1466).
Med sin anden hustru, Margaret Chedworth, fik han en datter:
- Katherine Howard (død 17. marts 1536), der giftede sig med John Bourchier, 2. baron Berners, som hun fik børn med.

## Død
John Howard blev dræbt i Slaget ved Bosworth Field den 22. august 1485 sammen med sin ven og protektor King Richard. Howard ledte fortroppen og hans søn, jarlen af Surrey, var hans løjtnant. Howard blev dræbt, da en Lancaster-pil ramte ham i ansigtet, efter at ansigtsvisiret var blevet revet af hans hjelm under en tidligere træfning med jarlen af Oxford. Han blev dræbt før kong Richard, hvilket havde en demoraliserende virkning på kongen. Shakespeare fortæller, hvordan nogen natten forinden havde efterladt John Howard en besked, der var sat fast på hans telt, der advarede ham om, at kong Richard, hans "herre", ville blive forrådt (hvilket han blev):
"Jack of Norfolk, be not too bold, for Dickon, thy master, is bought and sold." (Jack af Norfolk, vær ikke for dristig, for Dickon, din herre, er købt og solgt.)
Denne historie optræder dog ikke tidligere end hos Edward Hall i 1548, så det kan meget vel være en apokryf forskønnelse af en senere æra. Han blev begravet i Thetford Priory, men hans jordiske ser ud til at være blevet flyttet under Reformationen, muligvis til den 3. hertug af Norfolks grav Framlingham Church. Den monumentale messingplade af hans første hustru Katherine Moleyns kan dog stadig ses i Suffolk.
Howard var oldefar til Anne Boleyn og Catherine Howard, henholdsvis kong Henrik 8.'s anden og femte dronning. Således var han gennem Anne Boleyn tipoldefar til Elizabeth 1. Efter hans død blev hans titler erklæret fortabte af kong Henry 7., men hans søn, 1. jarl af Surrey, blev senere genindsat som 2. hertug (Baroniet Howard forblev dog fortabt). Hans ældste efterkommere, hertugerne af Norfolk, har været Earls Marshal og de fineste adelsmænd af England siden det 17. århundrede, og efterkommere i den mandlige linjer holder titlen som jarl af Carlisle, Suffolk, Berkshire og Effingham.

## Fodnoter
1. ↑  Crawford (2004) skriver, at han blev slået til ridder ved Edvard 4.'s kroning.
2. ↑  In some sources Margaret Bowett's maiden name is said to have been Wyfold, but this is an error; it was her daughter, Margaret Chedworth, who married Nicholas Wyfold in 1455. Margaret Bowett's parents were Nicholas Bowett of Rippingale, Lincolnshire, and Elizabeth La Zouche of Harringworth, Northamptonshire.

## Yderligere læsning
- John Ashdown-Hill:Richard 3.'s "Beloved Cousyn": John Howard and the House of York The History Press 2009, ISBN 978-0-7524-5131-2
- Anne Crawford: Yorkist Lord: John Howard, Duke of Norfolk c.1425–1485, London 2010, ISBN 978-1-4411-5201-5